# Periergates
Periergates es un género de escarabajos longicornios de la subfamilia Lamiinae. Fue descrito por Jean Théodore Lacordaire en 1972.

## Especies
- Periergates badeni Bates, 1885
- Periergates chiriquensis Bates, 1885
- Periergates rodriguezi Lacordaire, 1872